# 镰刀

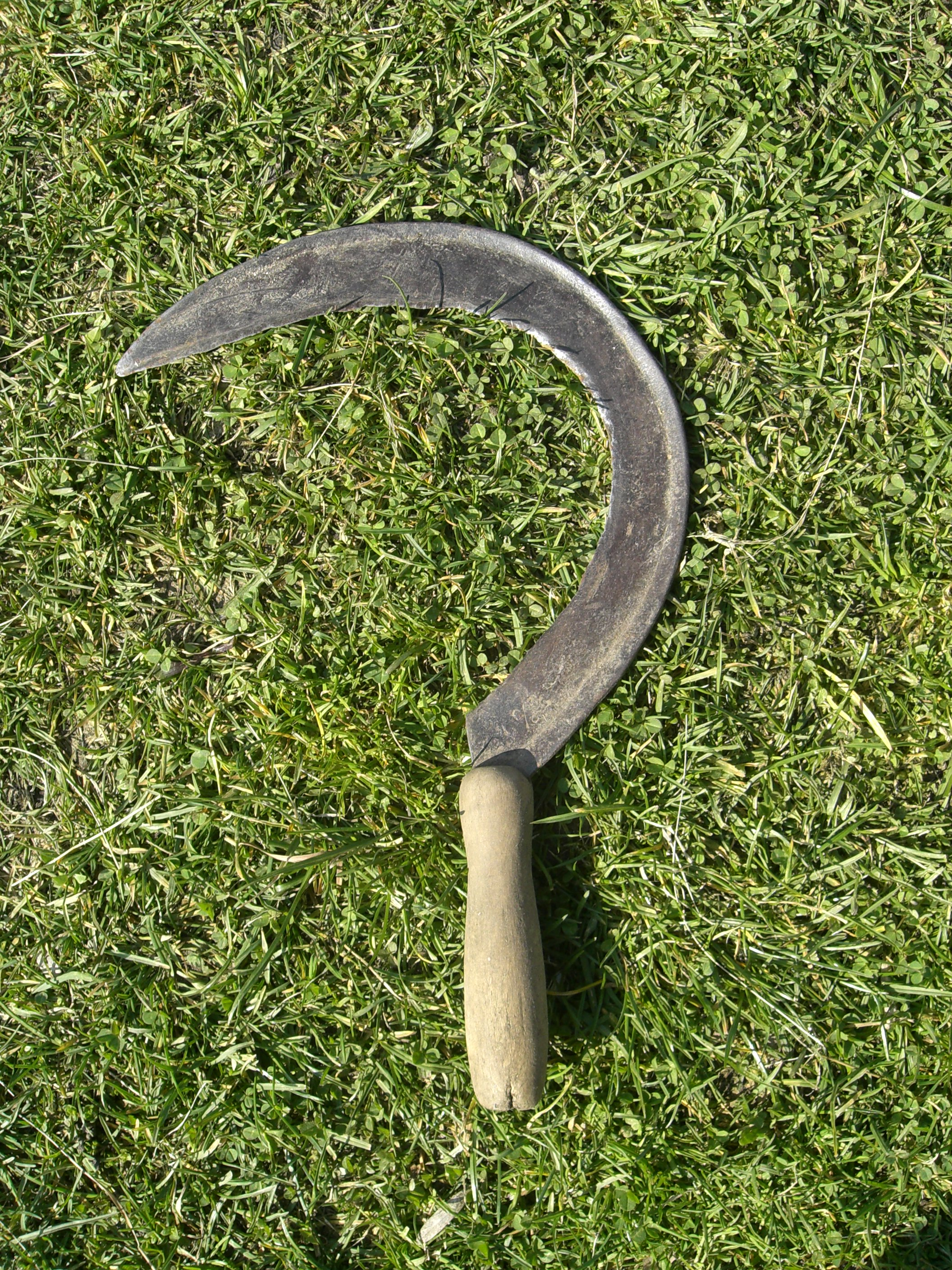
草地上的鐮刀

镰刀是一種收割的工具，由一片彎曲的刀片（刀刃在內）和手柄組成。用時一手持手柄，刀片放平，一手持農作物禾草等，镰刀向內用力。

## 歷史
镰刀從石器時代開始使用。鐵镰刀、大鐮從鐵器時代出現。西元前3500年，農民就開始使用镰刀、西元前1298年 - 1235年壁畫中也出現過镰刀。

## 象徵
在多數共產主義國家作為農民的象徵，镰刀被畫在黨旗（徽）或國旗（徽）上。

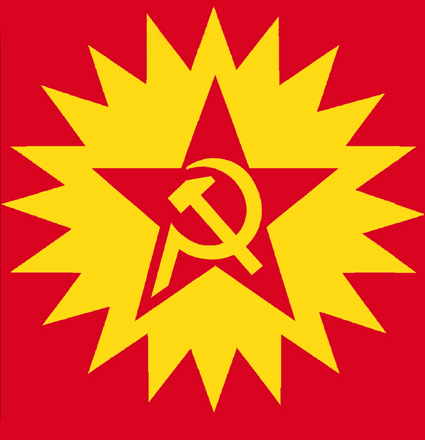

## 延伸阅读
[在维基数据编辑]
 《欽定古今圖書集成·經濟彙編·考工典·鐮刀部》，出自陈梦雷《古今圖書集成》